# Landesmusikrat Baden-Württemberg
Der Landesmusikrat Baden-Württemberg e. V. ist der für das deutsche Land Baden-Württemberg tätige  Landesmusikrat mit Sitz in Karlsruhe. Als Dachverband vertritt er die Interessen von 77 Musikverbänden, Arbeitsgemeinschaften und Institutionen des Musiklebens in Baden-Württemberg.

## Geschichte
Es ist die Nachfolgeorganisation der Landesarbeitsgemeinschaft für Musikerziehung und Musikpflege in Baden-Württemberg. Er wurde am 10. Juni 1978 in Ulm gegründet.

## Aufgaben
Als Dachverband der Musikverbände, Arbeitsgemeinschaften und musikalischen Institutionen des Landes vertritt der Landesmusikrat nach eigenen Angaben für 1,6 Millionen Menschen die Interessen der Musik in Gesellschaft und Politik. Als eingetragener Verein (e. V.) initiiert er Musik- und Gesangswettbewerbe für Jugendliche und Erwachsene, fördert den musikalischen Nachwuchs, das Musizieren von Laien und die musikalische Bildung.
Der Verband ist Träger von 11 Landesjugendensembles und mehreren Arbeitskreisen zu Themenbereichen wie Musikpädagogik oder Erzieherinnenausbildung. Er war ab 1978 Herausgeber einer eigenen kleinen Schriftenreihe und war an einigen weiteren Publikationen beteiligt.
Der Landesmusikrat ist Mitglied im Deutschen Musikrat. Der Präsident und der Geschäftsführer des Landesmusikrats nehmen zweimal jährlich an der deutschlandweiten Konferenz der Landesmusikräte teil.

## Mitglieder
Die Mitglieder sind neben Verbänden, Arbeitsgemeinschaften und Institutionen der Musikkultur des Landes Baden-Württemberg auch auf Bundesebene oder international agierende Fachverbände wie beispielsweise der Deutsche Harmonika-Verband, die Gesellschaft für Musikforschung und die Internationale Vereinigung der Musikbibliotheken, Musikarchive und Musikdokumentationszentren.

## Präsidium
Das Präsidium des Landesmusikrats besteht aus einem Präsidenten, drei Vizepräsidenten und sechs Beisitzern. Derzeit (Stand 2024) hat Hermann Wilske das Amt des Präsidenten inne, Vizepräsidenten sind Alexander Becker, Kord Michaelis und Bruno Seitz.

## Bisherige Präsidenten
- Paul Wehrle (1978–1987/1988)[6]
- Fritz Richert (1987/1988–1992)[7]
- Helmut Calgéer (1992–2005)[8]
- Wolfgang Gönnenwein (2005–2010)[8]
- Hermann Wilske (seit 2011)[9]

## Projekte der Jugendförderung
- Landesjugendchor
- Landesjugendgospelchor „Gospelicious“
- Akkordeon-Landesjugendorchester (ALJO)
- Landes-Jugendgitarrenorchester
- Landesjugendpercussionensemble
- Landes-Jugend-Zupforchester
- Sinfonisches Landes-Jugendblasorchester Baden-Württemberg (SJBO)
- Landesjugendblockflötenorchester
- Landesjugendjazzorchester (LAJAZZO)
- Jazzjuniors
- Landesjugendbarockorchester

## Wettbewerbe
- Landeswettbewerb „Jugend musiziert“
- Landeswettbewerb „Jugend jazzt“
- Jugendwettbewerb für Zupfgruppen
- „Folk & Worldmusic“
- Kinderchorwettbewerb „Sing mit“
- Landeschorwettbewerb – Vorentscheid für den Deutschen Chorwettbewerb
- Landesorchesterwettbewerb – Vorentscheid für den Deutschen Orchesterwettbewerb

## Shop des Landesmusikrats
In seinem Online-Shop bietet der Landesmusikrat Musik-CDs mit Aufnahmen der verschiedenen Landesjugendensembles, Notenbücher und Liederhefte sowie das Buch Akkordeon – Rund um die Welt an, das die 25-jährige Geschichte des Akkordeon-Landesjugendorchesters Baden-Württemberg dokumentiert.

## Geschäftsstelle
Die Geschäftsstelle des Landesmusikrats befindet sich im Karlsruher Stadtteil Stupferich in der Ortsstraße 6. Der Geschäftsführer Harald Maier ist seit 2005 dort tätig, seit 2008 als Generalsekretär. Außer ihm sind weitere vier Personen in der Geschäftsstelle beschäftigt (Stand 2024).